# Anna Kareyeva
Anna Vasilyevna Kareyeva (Maikop, 10 de maio de 1977) é uma handebolista profissional russa, medalhista olímpica.
Anna Kareyeva fez parte do elenco medalha de prata, de Pequim 2008.